# Senátní obvod č. 44 – Chrudim
Senátní obvod č. 44 – Chrudim je podle zákona č. 247/1995 Sb. tvořen částí okresu Chrudim, ohraničenou na východě obcemi Čankovice, Hrochův Týnec, Přestavlky, Zájezdec, Řestoky, Zaječice, Horka, Vrbatův Kostelec, Leštinka, Prosetín, Raná, Pokřikov, Vojtěchov, Kladno, Dědová a Kameničky, a jihovýchodní částí okresu Havlíčkův Brod, ohraničenou obcemi Jeřišno, Víska, Maleč, Chotěboř, Čachotín, Horní Krupá, Knyk, Havlíčkův Brod, Hurtova Lhota, Okrouhlička, Kochánov, Úhořilka, Úsobí a Skorkov.
Současným senátorem je od roku 2018 Jan Tecl.

## Senátoři

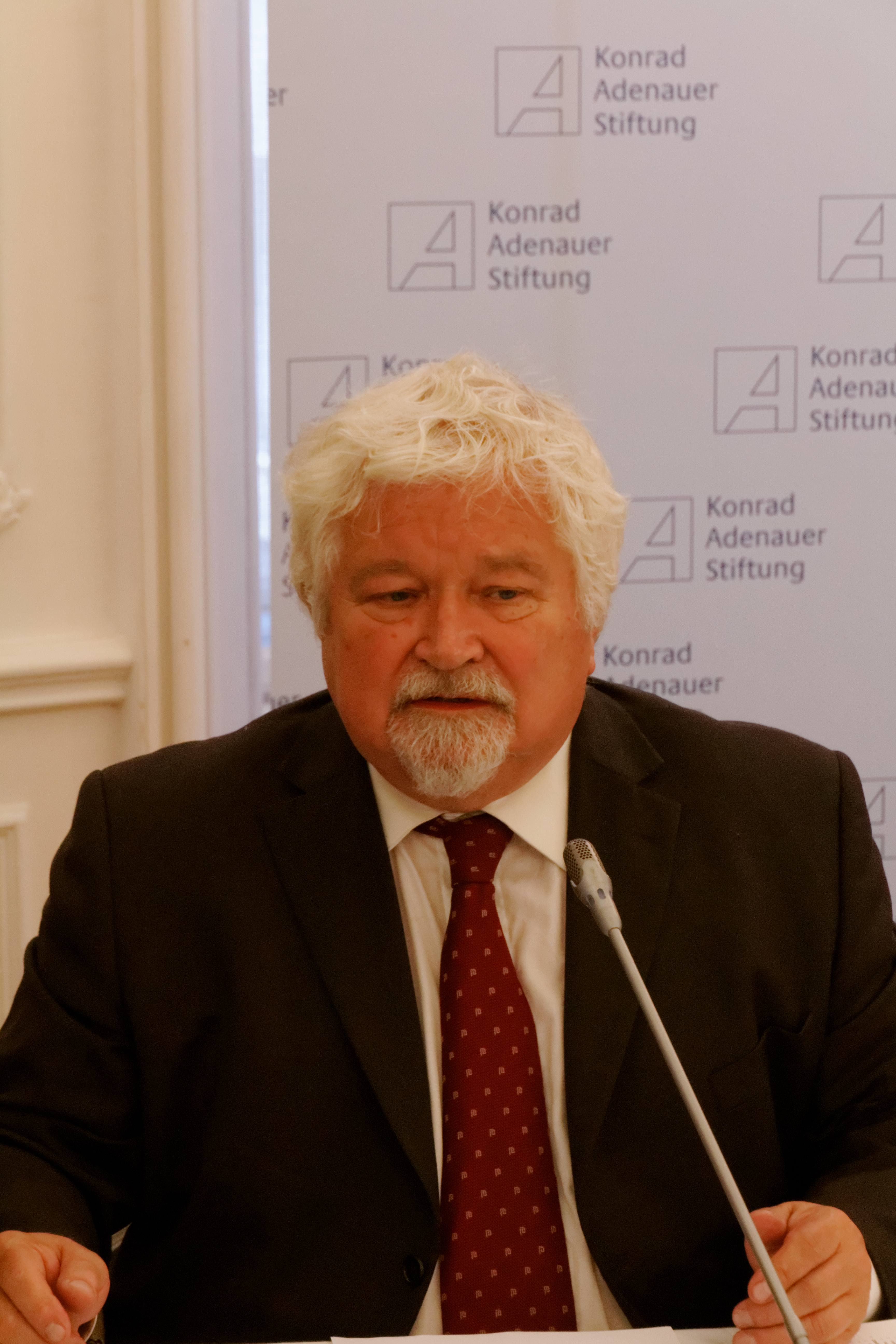
Petr Pithart
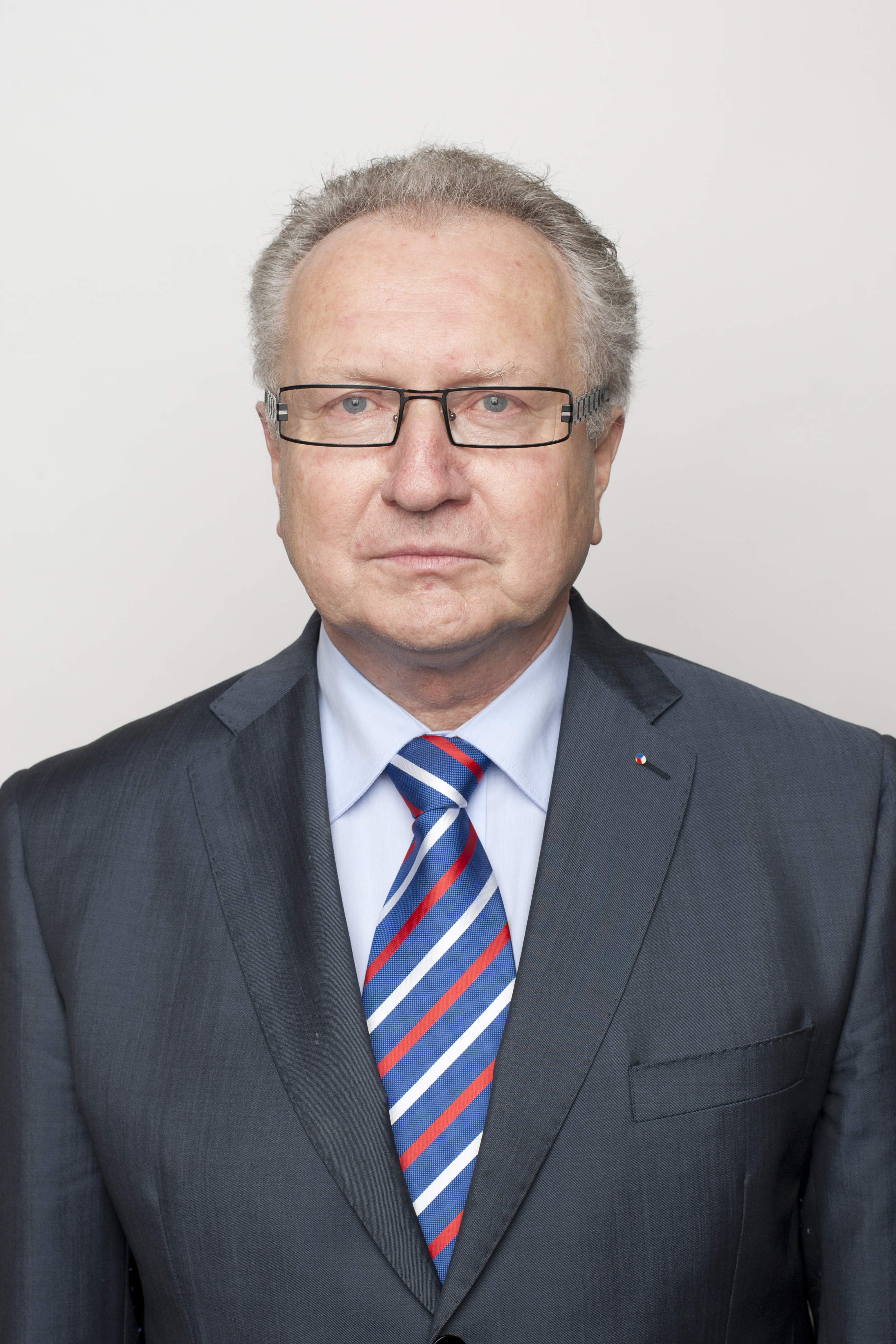
Jan Veleba
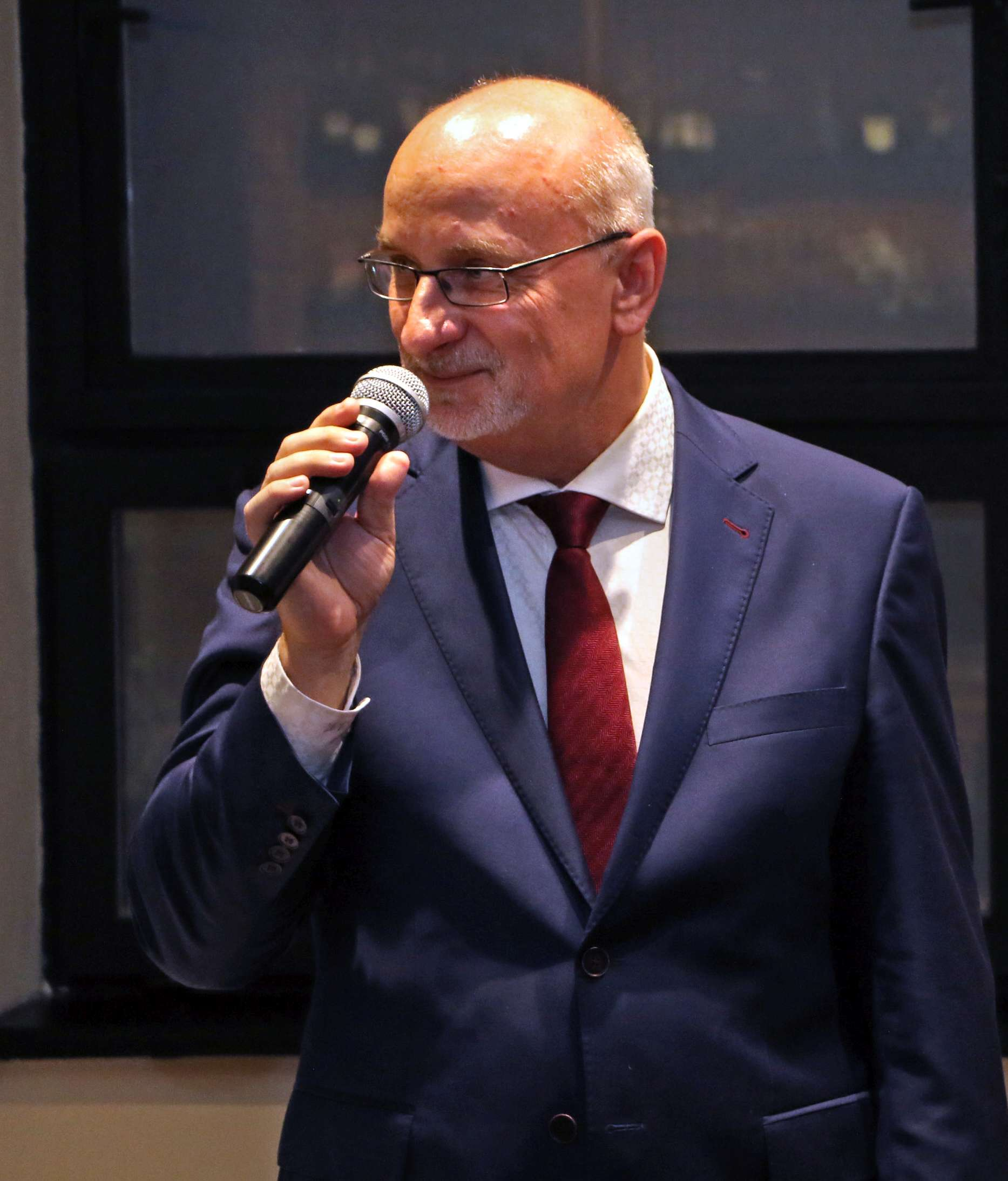
Jan Tecl

| Volby | Volby                           | Senátor                 | Volební strana | Navrhující strana | Politická příslušnost | Odkaz  |
| ----- | ------------------------------- | ----------------------- | -------------- | ----------------- | --------------------- | ------ |
|       | 1996                            | Doc. JUDr. Petr Pithart | KDU-ČSL        | KDU-ČSL           | BEZPP                 | profil |
| 2000  | 4KOALICE                        | Doc. JUDr. Petr Pithart | KDU-ČSL        | KDU-ČSL           | profil                |        |
| 2006  | KDU-ČSL                         | Doc. JUDr. Petr Pithart | KDU-ČSL        | KDU-ČSL           | profil                |        |
|       | 2012                            | Ing. Jan Veleba         | NK             | NK                | BEZPP                 | profil |
|       | 2018                            | Mgr. Jan Tecl, MBA      | ODS, STAN, STO | ODS               | ODS                   | profil |
| 2024  | KDU-ČSL, ODS, STAN, TOP 09, STO | Mgr. Jan Tecl, MBA      |                | ODS               | ODS                   |        |

## Volby

### Rok 1996
| Kandidát                    | Volební strana | Navrhující strana | Politická příslušnost | Počet hlasů (1. kolo) | %     | Počet hlasů (2. kolo) | %     |
| --------------------------- | -------------- | ----------------- | --------------------- | --------------------- | ----- | --------------------- | ----- |
| Doc. JUDr. Petr Pithart     | KDU-ČSL        | KDU-ČSL           | BEZPP                 | 12 241                | 29,90 | 20 318                | 61,70 |
| Ing. Václav Jozefy, CSc.    | ODS            | ODS               | ODS                   | 12 837                | 31,36 | 12 610                | 38,30 |
| MUDr. Ladislav Rymeš        | ČSSD           | ČSSD              | ČSSD                  | 7 275                 | 17,77 | —                     | —     |
| Ing. Jaroslav Žežulka, CSc. | KSČM           | KSČM              | KSČM                  | 6 778                 | 16,56 | —                     | —     |
| Mgr. Petr Řezníček          | ČSNS           | ČSNS              | ČSNS                  | 1 802                 | 4,40  | —                     | —     |

### Rok 2000
| Kandidát                | Volební strana | Navrhující strana | Politická příslušnost | Počet hlasů (1. kolo) | %     | Počet hlasů (2. kolo) | %     |
| ----------------------- | -------------- | ----------------- | --------------------- | --------------------- | ----- | --------------------- | ----- |
| Doc. JUDr. Petr Pithart | 4KOALICE       | KDU-ČSL           | KDU-ČSL               | 17 085                | 41,64 | 14 626                | 64,78 |
| Mgr. Petr Štěpánek      | ODS            | ODS               | ODS                   | 9 048                 | 22,05 | 7 950                 | 35,21 |
| Mgr. Milan Bičík        | KSČM           | KSČM              | KSČM                  | 6 579                 | 16,03 | —                     | —     |
| Ing. Miroslav Šlouf     | ČSSD           | ČSSD              | ČSSD                  | 4 282                 | 10,43 | —                     | —     |
| Stanislav Pecka         | NK             | NK                | BEZPP                 | 3 173                 | 7,73  | —                     | —     |
| Ing. Stanislav Římek    | NK             | NK                | BEZPP                 | 855                   | 2,08  | —                     | —     |

### Rok 2006
| Kandidát                   | Volební strana | Navrhující strana | Politická příslušnost | Počet hlasů (1. kolo) | %     | Počet hlasů (2. kolo) | %     |
| -------------------------- | -------------- | ----------------- | --------------------- | --------------------- | ----- | --------------------- | ----- |
| Doc. JUDr. Petr Pithart    | KDU-ČSL        | KDU-ČSL           | KDU-ČSL               | 14 779                | 30,65 | 12 025                | 50,04 |
| Ing. Jana Fischerová, CSc. | ODS            | ODS               | ODS                   | 16 620                | 34,47 | 12 001                | 49,95 |
| Ing. Jaroslav Trávníček    | ČSSD           | ČSSD              | ČSSD                  | 7 051                 | 14,62 | —                     | —     |
| RSDr. Jiří Šimek           | KSČM           | KSČM              | KSČM                  | 5 971                 | 12,38 | —                     | —     |
| Stanislav Pecka            | SV SOS         | SV SOS            | SV SOS                | 3 401                 | 7,05  | —                     | —     |
| Ing. Jaroslav Kolář        | Koal_ČR        | SP                | ODA                   | 230                   | 0,47  | —                     | —     |
| Karel Ledvinka             | KONS           | KONS              | BEZPP                 | 157                   | 0,32  | —                     | —     |

### Rok 2012
| Kandidát                    | Volební strana | Navrhující strana | Politická příslušnost | Počet hlasů (1. kolo) | %     | Počet hlasů (2. kolo) | %     |
| --------------------------- | -------------- | ----------------- | --------------------- | --------------------- | ----- | --------------------- | ----- |
| Ing. Jan Veleba             | NK             | NK                | BEZPP                 | 8 843                 | 20,97 | 13 500                | 59,73 |
| Ing. Tomáš Škaryd           | ČSSD           | ČSSD              | ČSSD                  | 7 339                 | 17,4  | 9 100                 | 40,26 |
| Milan Plodík                | KSČM           | KSČM              | KSČM                  | 7 127                 | 16,9  | —                     | —     |
| PhDr. Magda Křivanová       | ODS            | ODS               | ODS                   | 4 542                 | 10,77 | —                     | —     |
| MUDr. David Kasal           | NK             | NK                | BEZPP                 | 4 466                 | 10,56 | —                     | —     |
| Mgr. Petr Řezníček          | SNK ED         | SNK ED            | SNK ED                | 3 786                 | 8,97  | —                     | —     |
| RNDr. Emanuel Žďárský, CSc. | NK             | NK                | BEZPP                 | 2 953                 | 7,0   | —                     | —     |
| Petr Lichtenberg            | Svobodní       | Svobodní          | Svobodní              | 1 381                 | 3,27  | —                     | —     |
| Mgr. Marta Ledererová       | Suverenita     | Suverenita        | BEZPP                 | 1 083                 | 2,56  | —                     | —     |
| Ing. Zdeněk Juračka         | TOP 09, STAN   | TOP 09            | BEZPP                 | 646                   | 1,53  | —                     | —     |

### Rok 2018
| Kandidát | Kandidát                                    | Volební strana      | Navrhující strana | Politická příslušnost | Počet hlasů (1. kolo) | %     | Počet hlasů (2. kolo) | %     |
| -------- | ------------------------------------------- | ------------------- | ----------------- | --------------------- | --------------------- | ----- | --------------------- | ----- |
|          | Mgr. Jan Tecl, MBA                          | ODS, STAN, STO      | ODS               | ODS                   | 7 740                 | 15,44 | 13 435                | 63,89 |
|          | Mgr. Daniel Herman                          | KDU-ČSL             | KDU-ČSL           | KDU-ČSL               | 7 586                 | 15,13 | 7 591                 | 36,10 |
|          | Miroslav Krčil                              | NK                  | NK                | BEZPP                 | 5 789                 | 11,55 | —                     | —     |
|          | Ing. Lucie Orgoníková                       | ČSSD                | ČSSD              | ČSSD                  | 4 985                 | 9,94  | —                     | —     |
|          | Tomáš Dubský                                | NK                  | NK                | BEZPP                 | 4 906                 | 9,78  | —                     | —     |
|          | Petr Novák                                  | ANO                 | ANO               | BEZPP                 | 3 711                 | 7,40  | —                     | —     |
|          | Ing. Hynek Blaško                           | SPD                 | SPD               | BEZPP                 | 3 185                 | 6,35  | —                     | —     |
|          | Jaroslav Hájek, DiS.                        | KSČM                | KSČM              | KSČM                  | 2 789                 | 5,56  | —                     | —     |
|          | Vladimír Martinec                           | SNK ED, Soukromníci | SNK ED            | BEZPP                 | 2 306                 | 4,60  | —                     | —     |
|          | MUDr. Pavel Svoboda                         | PRO Zdraví          | PRO Zdraví        | BEZPP                 | 2 104                 | 4,19  | —                     | —     |
|          | Mgr. et RNDr. Emanuel Žďárský, CSc.         | OL                  | OL                | BEZPP                 | 2 010                 | 4,01  | —                     | —     |
|          | Ing. Roman Šemík                            | Piráti              | Piráti            | BEZPP                 | 1 915                 | 3,82  | —                     | —     |
|          | RNDr. Jiří Hynek                            | REAL                | REAL              | REAL                  | 907                   | 1,80  | —                     | —     |
|          | PaedDr. et Mgr. Augustin Karel Andrle Sylor | Monarchiste.cz      | Monarchiste.cz    | BEZPP                 | 181                   | 0,36  | —                     | —     |

### Rok 2024
Ve volbách v roce 2024 senátor Jan Tecl obhajoval svůj mandát za koalici tvořenou KDU-ČSL, ODS, hnutím STAN, TOP 09 a hnutím STO. Jeho kandidaturu rovněž podporovala strana SNK ED. Za hnutí ANO kandidoval místostarosta města Havlíčkův Brod Vladimír Slávka. Jejich vyzyvatelem byl starosta města Hlinsko Miroslav Krčil, který kandidoval za hnutí SproK s podporou SOCDEM a hnutí VČ a který v tomto obvodu kandidoval již ve volbách v roce 2018. O post senátora rovněž usilovali kandidát strany LES a bývalý místostarosta města Chrudim Roman Málek a právník a kandidát koalice SPD a Trikolora Milan Chaloupecký.
Do druhého kola postoupili Vladimír Slávka a Jan Tecl, v druhém kole zvítězil Jan Tecl.
| Kandidát | Kandidát                    | Volební strana                  | Navrhující strana | Politická příslušnost | Počet hlasů (1. kolo) | %     | Počet hlasů (2. kolo) | %     |
| -------- | --------------------------- | ------------------------------- | ----------------- | --------------------- | --------------------- | ----- | --------------------- | ----- |
|          | Mgr. Jan Tecl, MBA          | KDU-ČSL, ODS, STAN, TOP 09, STO | ODS               | ODS                   | 11 189                | 30,97 | 10 878                | 52,00 |
|          | Ing. Vladimír Slávka        | ANO                             | ANO               | ANO                   | 10 663                | 29,51 | 10 041                | 47,99 |
|          | Miroslav Krčil              | SproK                           | SproK             | SproK                 | 7 358                 |       |                       |       |
|          | Roman Málek, MBA, MSc.      | LES                             | LES               | BEZPP                 | 3 855                 |       |                       |       |
|          | Mgr. Ing. Milan Chaloupecký | SPD, Trikolora                  | SPD               | SPD                   | 3 058                 |       |                       |       |

## Volební účast
|  | nejvyšší volební účast |  | nejnižší volební účast |

| Rok  | % (1. kolo) | % (2. kolo) |
| ---- | ----------- | ----------- |
| 1996 | 38,35       | 30,82       |
| 2000 | 39,09       | 20,62       |
| 2006 | 47,57       | 21,30       |
| 2012 | 40,42       | 19,85       |
| 2018 | 46,93       | 18,62       |
| 2024 | 33,46       | 18,84       |